# Euripus albostictica
Euripus albostictica är en fjärilsart som beskrevs av Hans Fruhstorfer 1914. Euripus albostictica ingår i släktet Euripus och familjen praktfjärilar. Inga underarter finns listade i Catalogue of Life.